# José de Navarrete y Vela-Hidalgo
José de Navarrete y Vela-Hidalgo (El Puerto de Santa María, 1836-Niza, 1901) fue un militar, escritor y político español.

## Biografía
Habría nacido en 1836 en la localidad gaditana de El Puerto de Santa María si bien Ossorio y Bernard le hace natural de la cercana Rota. Jefe del arma de artillería y literato, como periodista colaboró en la Revista de España, La Ilustración Española y Americana, El Mundo Militar, El Globo y otros muchos periódicos.
Crítico del catolicismo y defensor del espiritismo, como escritor fue autor de títulos como la novela María de los Ángeles y la obra de carácter político Las llaves del Estrecho. Navarrete, que fue diputado a Cortes durante el Sexenio Democrático, al obtener escaño en las elecciones de agosto de 1872 por el distrito del Puerto de Santa María, que revalidó en las elecciones de 1873, falleció en la ciudad francesa de Niza el 11 de marzo de 1901.
Otras obras suyas fueron Desde Wad-Ras a Sevilla, Niza y Rota, Toros, bonetes y cañas, La señora de Rodríguez, Concepto de lo infinito, La fe del siglo XIX, Norte y Sur y La cesta de la plaza.